# PMMP
PMMP (Paulan ja Miran Molemmat Puolet czyli dosłownie Obie strony Pauli i Miry) – fińska grupa rockowa. Założona w 2002 przez Paulę Vesalę i Mirę Luoti.
W 2003 roku została wydana ich pierwsza płyta Kuulkas enot! (Słuchajcie wujkowie!), a promującym ją singlem był przebój wakacji 2003 r. w Finlandii – Rusketusraidat (Paski opalenizny).
W 2005 roku ukazała się następna płyta Kovemmat kädet (Mocniejsze ręce), która zyskała status Złotej płyty. Piosenka Oo siellä jossain mun (Bądź gdzieś tam mój) była największym hitem 2005 roku w Finlandii. Wydana później reedycja tej płyty, tzw. kumipainos (gumowy nakład czy gumowa edycja), zawiera dodatkowo teledysk oraz dwie nowe piosenki: piosenkę Kumivirsi (Gumowy hymn), która w 2005 roku była w Finlandii piosenką kampanii Kesäkumi, promującej wśród młodzieży stosowanie prezerwatyw (stąd nieformalna nazwa reedycji) oraz cover piosenki Pikkuveli (Młodszy brat) zespołu Noitalinna huraa!.
15 listopada 2006 został wydany kolejny album Leskiäidin tyttäret (Córki matki-wdowy). 14 listopada 2007 grupa wydała czwartą płytę o nazwie Puuhevonen (Drewniany konik), na której znajdują się piosenki dla dzieci. W 2008 r. zrealizowane zostało pierwsze DVD PMMP nazwane Kuulkaas live!. 25 marca 2009 wydany został kolejny krążek zespołu – Veden Varaan (Na łaskę wody). W 2013r. zespół ogłosił zakończenie działalności.

## Dyskografia
Albumy
| Kuulkaas enot!                          | - Data: 5 września 2003 - Wydawca: RCA, BMG Finland | 6 | - FIN: 44 tys.+ | - FIN: platynowa płyta    |
| Kovemmat kädet                          | - Data: 9 marca 2005 - Wydawca: RCA, BMG Finland    | 6 | - FIN: 83 tys.+ | - FIN: 2x platynowa płyta |
| Leskiäidin tyttäret                     | - Data: 15 listopada 2006 - Wydawca: RCA, Sony BMG  | 1 | - FIN: 44 tys.+ | - FIN: platynowa płyta    |
| Puuhevonen                              | - Data: 14 listopada 2007 - Wydawca: RCA, Sony BMG  | 3 | - FIN: 44 tys.+ | - FIN: platynowa płyta    |
| Veden Varaan                            | - Data: 25 marca 2009 - Wydawca: RCA, Sony Music    | 1 | - FIN: 44 tys.+ | - FIN: platynowa płyta    |
| Rakkaudesta                             | - Data: 11 czerwca 2012 - Wydawca: RCA, Sony Music  | 1 | - FIN: 21 tys.+ | - FIN: platynowa płyta    |
| Matkalaulu                              | - Data: 20 września 2003 - Wydawca: RCA, Sony Music | 3 |                 |                           |
| „–” oznacza, że album nie był notowany. |                                                     |   |                 |                           |

Albumy wideo
| Tytuł          | Dane dot. albumu                      | Pozycja na liście | Sprzedaż       | Certyfikat         |
| Tytuł          | Dane dot. albumu                      | FIN               | Sprzedaż       | Certyfikat         |
| -------------- | ------------------------------------- | ----------------- | -------------- | ------------------ |
| Kuulkaas live! | - Data: 2008 - Wydawca: RCA, Sony BMG | 1                 | - FIN: 5 tys.+ | - FIN: złota płyta |

## Nagrody i wyróżnienia
| Rok  | Kategoria        | Tytułem             | Nagroda    | Nota | Źródło |
| ---- | ---------------- | ------------------- | ---------- | ---- | ------ |
| 2003 | Pop/rock-tulokas | PMMP                | Emma-gaala | Laur | [ 15 ] |
| 2005 | Pop-albumi       | Kovemmat kädet      | Emma-gaala | Laur | [ 16 ] |
| 2005 | Vuoden albumi    | Kovemmat kädet      | Emma-gaala | Laur | [ 16 ] |
| 2005 | Vuoden yhtye     | PMMP                | Emma-gaala | Laur | [ 16 ] |
| 2006 | Pop-albumi       | Leskiäidin tyttäret | Emma-gaala | Laur | [ 17 ] |
| 2006 | Vuoden albumi    | Leskiäidin tyttäret | Emma-gaala | Laur | [ 17 ] |
| 2009 | Albumi           | Veden varaan        | Emma-gaala | Laur | [ 18 ] |